# G-Music
G-Music é a parada musical oficial de Taiwan, em parceria com a Billboard.